# Inga Birkenfeld
Inga Birkenfeld (* 3. Februar 1978 in Berlin) ist eine deutsche Schauspielerin.
Inga Birkenfeld studierte von 2001 bis 2004 am Europäischen Theaterinstitut Berlin. RP Kahl hat unter dem Titel Mädchen am Sonntag einen Dokumentarfilm über Inga Birkenfeld, Laura Tonke, Katharina Schüttler und Nicolette Krebitz gedreht, der auf dem Filmfest München 2005 Premiere hatte und mit dem Nachwuchsförderpreis des Hessischen Filmpreises ausgezeichnet wurde. Im Film Bergblut von 2010 hatte sie die Hauptrolle der Bayerin Katharina inne und war auf dem Filmfest München für den Förderpreis Deutscher Film nominiert.

## Filmografie (Auswahl)
- 2005: Mädchen am Sonntag (Dokumentarfilm)
- 2006: Das Leben der Anderen
- 2007: Meer is nich
- 2007: TRUST.Wohltat
- 2007: Ich wollte nicht töten
- 2009: Kinder des Sturms
- 2010: Bergblut
- 2012: Oh Boy
- 2012: Letzte Spur Berlin – Verhängnis (Fernsehserie)
- 2012: Großstadtrevier – Was Altes, was Neues und was Blaues (Fernsehserie)
- 2014: Kommissarin Heller – Tod am Weiher (Fernsehserie)
- 2014: Vergiss mein Ich
- 2015: Der Kriminalist – Im Namen des Vaters (Fernsehserie)
- 2015: In aller Freundschaft – Die jungen Ärzte (Fernsehserie, zwei Folgen)
- 2016: Kommissarin Heller – Hitzschlag
- 2017: Am Ruder (Fernsehfilm)
- 2017: Freiheit
- 2017: SOKO Köln – Tod auf Rezept  (Fernsehserie)
- 2018: Styx
- 2018: Das schönste Paar
- 2020: Wolfsland – Das Kind vom Finstertor (Fernsehreihe)
- 2020: Schwartz & Schwartz – Wo der Tod wohnt
- 2021: Alarm für Cobra 11 – Die Autobahnpolizei (Fernsehserie, 2 Folgen)